# Epidromia poaphiloides
Epidromia poaphiloides là một loài bướm đêm trong họ Erebidae.